# Hạnh phúc của người khác
Hạnh phúc của người khác là một bộ phim truyền hình được thực hiện bởi Hãng phim H.H cùng IMC do Đinh Đức Liêm làm đạo diễn. Phim phát sóng vào lúc 21h00 từ thứ 2 đến thứ 6 hàng tuần bắt đầu từ ngày 9 tháng 12 năm 2014 và kết thúc vào ngày 3 tháng 2 năm 2015 trên kênh TodayTV.

## Nội dung
Hạnh phúc của người khác bắt đầu từ Quỳnh (NSƯT Mỹ Uyên), một cô gái thôn quê xinh đẹp vì trót đem lòng yêu một thầy giáo trẻ đã có vợ nên đã tìm gặp vợ thầy để yêu cầu ly dị. Không ngờ người tình phũ phàng chối bỏ tất cả khiến cô quay về trong đau đớn và một mình nuôi lớn giọt máu rơi vừa mới tượng hình. 20 năm sau, Linh (Trương Quỳnh Anh) con gái bà Quỳnh tình cờ gặp gỡ và yêu Minh (Cao Minh Đạt) - con trai của 1 gia đình giàu có. Nhưng trớ trêu thay Minh đã được gia đình sắp đặt đính hôn cùng một cô gái khác. Trong khi đó Hà (My Trần) - người được sắp đặt để đính hôn cùng, vì quá yêu Minh nên luôn tìm mọi cách để có được anh, dùng áp lực về món nợ của gia đình Minh để buộc họ tiến hành hôn lễ...

## Diễn viên
- Lương Thế Thành trong vai Tùng[3][5]
- Trương Quỳnh Anh trong vai Linh/Trang[3][6]
- Cao Minh Đạt trong vai Thiện Minh[3][4]
- My Trần trong vai Hà[2]
- NSƯT Mỹ Uyên trong vai Bà Quỳnh[2]
- NSƯT Lân Bích trong vai Ba Trang
- NSƯT Minh Đức trong vai Mẹ Trang
- NSƯT Hữu Châu trong vai Ông Bảo
- Mai Huỳnh trong vai Ông Hào
- Đào Anh Tuấn trong vai Ông Tâm
- Hạnh Thúy trong vai Bà Thu
- Ngân Quỳnh trong vai Bà Hằng
- Lâm Hải Sơn trong vai Ông Trung
- Triệu Ngọc trong vai Hồng
- Hữu Thanh Tùng trong vai Nam
- Linh Tý trong vai Sơn
- Bích Trâm trong vai Tú
- Lam Tuyền trong vai Bà Nhung
- Thiên Nhã trong vai Xoan

Cùng một số diễn viên khác....

## Nhạc phim
- Đi tìm hạnh phúc

Sáng tác: Vũ Quốc Việt
Thể hiện: Bảo Anh
- Hạnh phúc của người khác

Sáng tác: Ty Phong
Thể hiện: Ty Phong - Thiên Nhã

## Sản xuất
Được coi là một trong những dự án lớn của IMC – TodayTV trong năm 2014, bộ phim đã thực hiện buổi tuyển vai vào ngày 23 tháng 8 năm 2014, sau đó nhanh chóng chọn được các diễn viên chính tham gia bộ phim. NSƯT Mỹ Uyên đã được đạo diễn chọn vào một vai diễn trong phim mà bà mô tả là "rất đặc biệt, rất lạ lùng". Bộ phim được chính thức bấm máy sau 5 ngày tuyển vai.

## Giải thưởng
| Năm  | Giải thưởng   | Hạng mục                                     | (Người) đề cử    | Kết quả   | Tham khảo   |
| ---- | ------------- | -------------------------------------------- | ---------------- | --------- | ----------- |
| 2015 | Ngôi Sao Xanh | Phim truyền hình được yêu thích nhất         | —                | Đoạt giải | [ 7 ] [ 8 ] |
| 2015 | Ngôi Sao Xanh | Nữ diễn viên truyền hình được yêu thích nhất | Trương Quỳnh Anh | Đoạt giải | [ 7 ] [ 8 ] |
| 2015 | Ngôi Sao Xanh | Nam diễn viên truyền hình xuất sắc nhất      | Lương Thế Thành  | Đề cử     | [ 9 ]       |
| 2015 | Ngôi Sao Xanh | Nam diễn viên truyền hình xuất sắc nhất      | Cao Minh Đạt     | Đề cử     | [ 9 ]       |